# Разрушение башен Всемирного торгового центра в Нью-Йорке

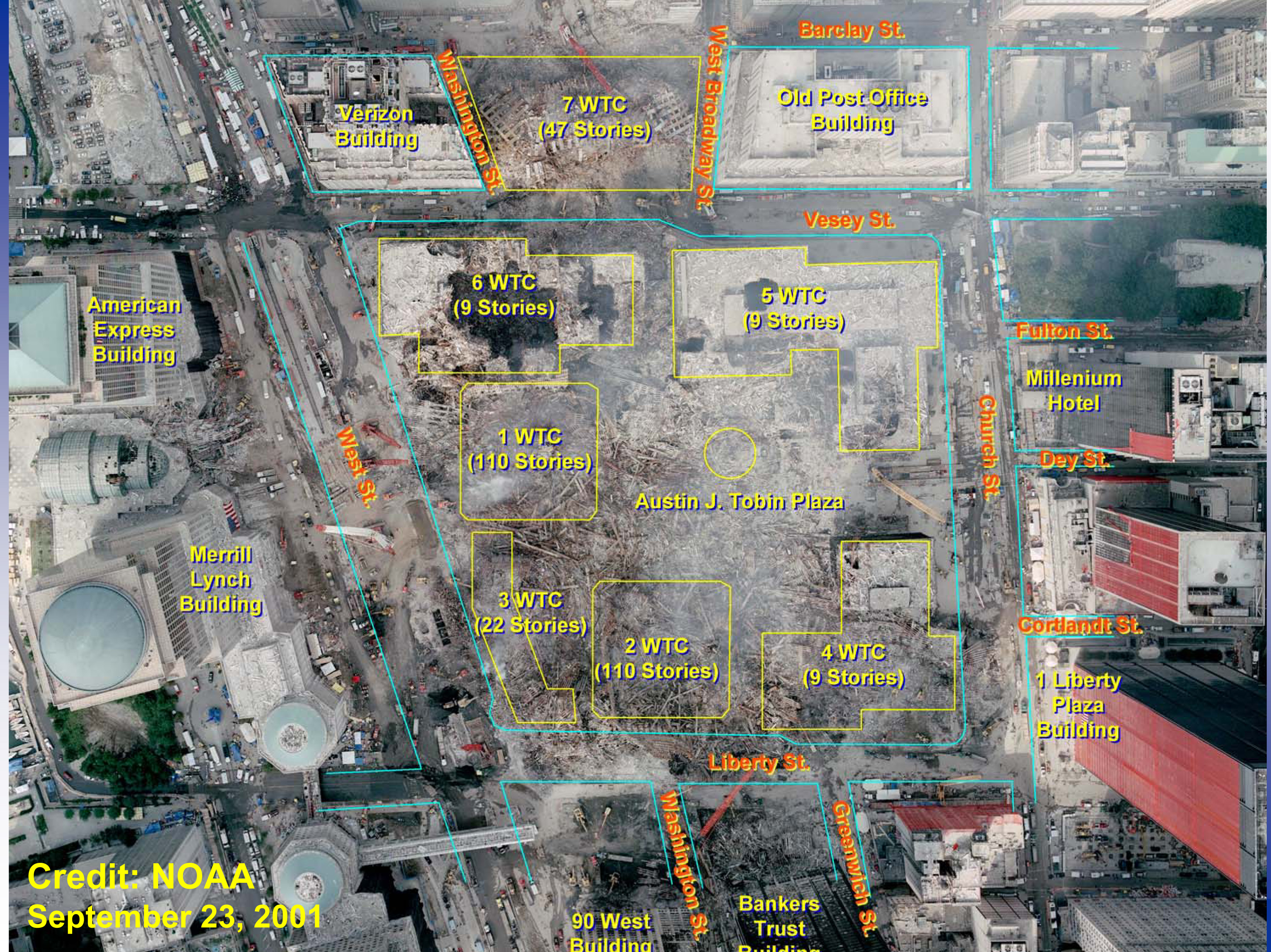
Граунд-Зиро с обозначенными контурами зданий

Разрушение башен Всемирного торгового центра (ВТЦ) стало основным событием из тех, которые происходили в США в связи с террористическими актами 11 сентября 2001 года. Две главные башни комплекса ВТЦ были поражены угнанными пассажирскими авиалайнерами. Южная башня 2 WTC обрушилась в 09:59, через час после того, как в неё врезался самолёт. Северная башня 1 WTC последовала за ней в 10:28. Также в результате стихийно возникших пожаров в 17:20 обрушилась башня 7 WTC.
В общей сложности погибли 2751 человек, включая 157 пассажиров и членов команды на борту обоих самолётов. Обрушение башен нанесло серьёзный урон строениям комплекса ВТЦ, а также окружающим зданиям.
Федеральное агентство чрезвычайных ситуаций (FEMA) завершило изучение обстоятельств трагедии в мае 2002 года. Агентство признало, что конструкция башен ВТЦ соответствовала требованиям, разрушение башен объясняется действием чрезвычайных факторов, находящихся вне возможностей контроля проектировщиков и строителей. FEMA высказало предварительное мнение, что разрушение, возможно, было вызвано ослаблением конструкций, поддерживающих перекрытия этажей. В тот момент, когда поддерживающие фермы на этажах зоны удара отделились от центральных опорных колонн, верхние этажи стали падать на нижние, и здание «сложилось».
Предложенная FEMA версия была впоследствии отвергнута в процессе завершившегося в сентябре 2005 года более детального расследования, произведённого Национальным институтом стандартов и технологий (NIST). Так же как и FEMA, NIST не имел претензий к конструкции башен ВТЦ, отмечая, что сами атаки, а также величина нанесённых зданиям повреждений были далеко за пределами всего того, что когда-либо происходило в США. NIST объяснял разрушение башен тем, что оседающий пол (точнее, перекрытие) загнул внутрь внешние колонны здания, что вызвало обрушение верхних этажей.
Расчистка территории ВТЦ от обломков стала круглосуточной операцией, с привлечением множества подрядчиков и субподрядчиков; было потрачено несколько сотен миллионов долларов. Здание 7 WTC построено заново.

## Конструкция башен ВТЦ

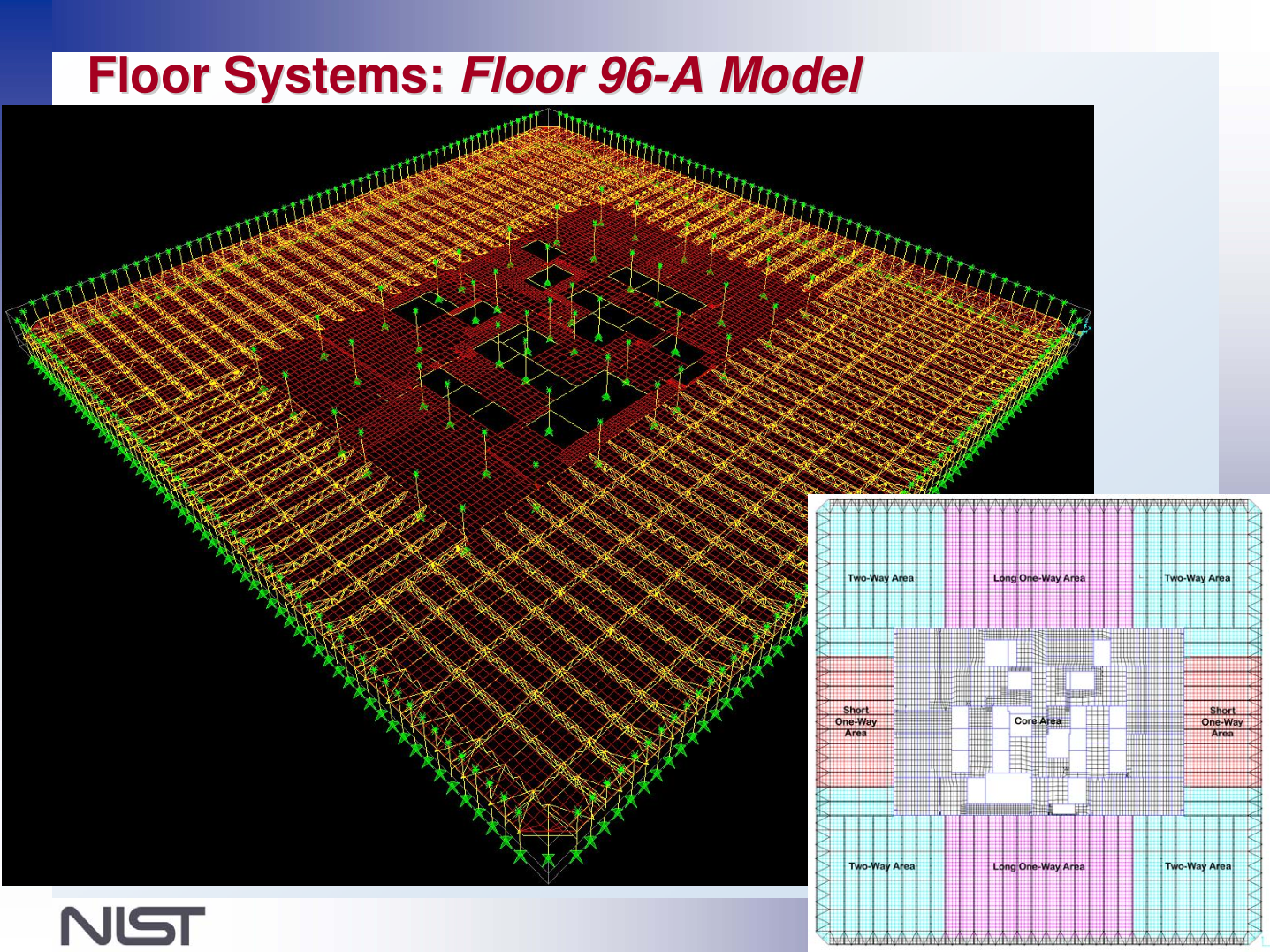
Конечно-элементная модель этажа ВТЦ, позволяющая оценить конструктивную систему здания

Габариты сооружения в плане 63,4×63,4 м, ядра жёсткости — 26,8×42,1 м. Высота 417 и 415 метров соответственно. Масса каждого здания около 200 тыс. тонн, несмотря на то, что оба имели лёгкую конструкцию.
Башни ВТЦ были сконструированы по типу «труба в трубе» (стволовая конструктивная схема), для того, чтобы создать на этажах непрерывное пространство, не разделённое стенами или колоннами. Это было достигнуто за счёт того, что наружная стена башни фактически представляла собой множество установленных рядом колонн, воспринимающих основную вертикальную нагрузку, в то время как ветровая нагрузка приходилась в основном на силовые колонны, находящиеся в центре башни (ядро жёсткости). Начиная с десятого этажа, каждая стена башни была составлена из 59 колонн, в центре башни было установлено 49 силовых колонн. Все лифты и лестничные клетки проходили в ядре жёсткости, оставляя между ядром и периметром башни большое свободное пространство для размещения офисов.

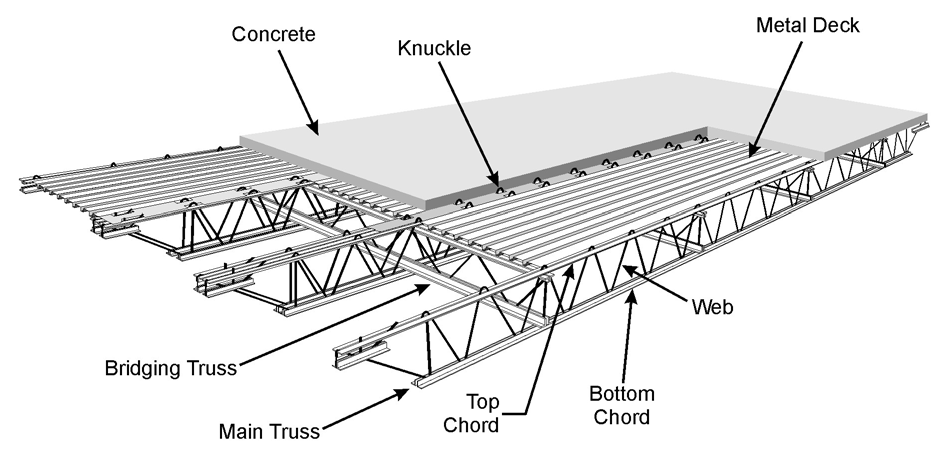
Конструкция этажного перекрытия башен ВТЦ

Конструкция этажного перекрытия представляла собой 10 см лёгкого бетона, уложенного на несъёмную опалубку из профилированного настила. Профнастил укладывался на второстепенные (вспомогательные) фермы, опирающиеся на главные фермы, передающие нагрузку на центральные и крайние колонны. Главные фермы имели длину 11 и 18 метров (в зависимости от пролёта), укладывались с шагом 2,1 м, и были с внешней стороны прикреплены к перемычкам, соединяющим крайние колонны на уровне каждого этажа, а с внутренней — к центральным колоннам. Пол крепился через эластичные демпферы, призванные снижать воздействие колебаний здания на работающих в нём людей.
Каждая башня также имела дополнительную структуру усиления верхней части, включавшую верхние фермы и консольные фермы, расположенные между 107-м и 110-м этажами, которые состояли из шести ферм вдоль длинной оси (ядра) и четырёх вдоль короткой оси, которая служила для повышения общей устойчивости здания и перераспределения нагрузки от шпиля антенны, которая была установлена только на одну из башен (Северную). NIST установил, что эта конструкция сыграла ключевую роль в последовательности событий, приведших к полному разрушению башен.

### Возможности противостояния пожару и попаданию самолётов
Как и все современные высотные здания, башни ВТЦ проектировались и строились в расчёте на противостояние обычному пожару. Многие противопожарные элементы закладывались ещё на этапе проектирования и строительства, другие были добавлены после пожара 1975 года, который охватил шесть этажей, прежде чем был локализован и потушен. Произведённые ещё до катастрофы тесты показывали, что стальные конструкции башен соответствуют существующим требованиям по огнестойкости или даже превосходят их.
Инженеры по строительным конструкциям, проектировавшие Всемирный торговый центр, учитывали возможность того, что со зданием может столкнуться самолёт. В июле 1945 года бомбардировщик B-25 Mitchell потерял ориентацию в тумане и врезался в 79-й этаж Эмпайр-стейт-билдинг. Годом позже двухмоторный самолёт C-45 Beechcraft столкнулся с небоскрёбом на Уолл-стрит, 40, а другой самолёт был близок к ещё одному столкновению с Эмпайр-стейт-билдинг.
NIST заявлял, что «Американские стандарты строительства не содержат требований к устойчивости зданий при попадании в них самолёта. … и таким образом, здания не проектируются с расчётом на противостояние удару полностью заправленного коммерческого авиалайнера.», тем не менее конструкторы и архитекторы ВТЦ обсуждали эту проблему и признавали её важность. Лесли Робертсон, один из главных инженеров Всемирного торгового центра, вспоминал, что рассматривался сценарий попадания в здание реактивного авиалайнера Boeing 707, потерявшего ориентацию в тумане и летящего на относительно низкой скорости в поисках аэропорта имени Джона Кеннеди или аэропорта Ньюарк Либерти. Джон Скиллинг, другой инженер ВТЦ, говорил в 1993 году, что его подчинённые проводили анализ, который показал, что самой большой проблемой в случае столкновения лайнера Boeing 707 с одной из башен ВТЦ станет попадание большой массы топлива внутрь здания, что приведёт к «страшному пожару» и множеству человеческих жертв, но само здание останется стоять. FEMA писала, что здания ВТЦ строились с учётом столкновения с реактивным авиалайнером Boeing 707, весящим 119 тонн и летящим при этом на низкой скорости около 290 км/ч, что намного меньше по весу и по скорости, чем те самолёты, которые были использованы в атаках 11 сентября.
NIST обнаружил в архивах трёхстраничный доклад, суммирующий исследование, моделировавшее попадание в здание Boeing 707 или Douglas DC-8 на скорости 950 км/ч. Исследование показывало, что здание не должно разрушиться в результате такого попадания. Но, как отмечали эксперты NIST, «исследование 1964 года не содержало моделирования эффекта пожара, вызванного распылением авиационного топлива по зданию». Также NIST отметил, что в отсутствие первоначальных расчётов, используемых для моделирования ситуации, дальнейшее комментирование данной темы будет, в основном, «спекуляцией». Другим документом, найденным NIST, было вычисление периода колебаний здания в случае попадания самолёта в 80-й этаж башни ВТЦ, но в нём не было сделано никаких предположений о судьбе здания после столкновения. В отчёте об оценке имущественного риска, подготовленного для Silverstain Properties, случай попадания самолёта в башни ВТЦ рассматривался как маловероятный, но возможный. Авторы отчёта ссылались на инженеров по строительным конструкциям ВТЦ, по мнению которых башни должны были выстоять в случае столкновения крупного пассажирского самолёта, но горящее топливо, стекающее из самолёта до уровня земли, повредило бы обшивку здания. Часть документов, связанных с анализом сценария попадания самолёта в башни, была утеряна в результате разрушения WTC 1 и WTC 7, в которых хранились документы Портового управления Нью-Йорка и Нью-Джерси и Silverstain Properties.

## Последовательность событий

### Попадание самолётов в башни

Точки попадания самолётов в южную и северную башни ВТЦ

Места попадания самолётов (вид сверху) в северную и южную башни ВТЦ

Авиалайнер Boeing 767-200 имеет длину 48,5 м, размах крыльев 48 м, несёт на борту от 62 тонн (-200) до 91 тонн (-200ER) авиационного топлива.
Террористы направили в башни два реактивных авиалайнера Boeing 767, рейс 11 American Airlines (767-200ER) и рейс 175 United Airlines (767-200): Северная башня (1 WTC) была поражена в 8:46 рейсом 11, между 93 и 99 этажами; Южная башня (2 WTC) была поражена в 9:03 рейсом 175, между 77 и 85 этажами. Столкновение самолётов с башнями произошло на очень большой скорости: рейс 11 летел со скоростью примерно 700 км/ч; рейс 175 летел со скоростью около 870 км/ч. Попадания не только привели к серьёзным разрушениям несущих колонн, но и вызвали взрыв приблизительно 38 тысяч литров авиационного топлива в каждой башне, что привело к почти мгновенному распространению сильного пожара на нескольких этажах, где находилась офисная мебель, бумага, ковровые покрытия, книги и другие горючие материалы. Ударная волна от попадания в Северную башню распространилась вниз до первого этажа, как минимум по одной шахте скоростного лифта, выбила стёкла на первом этаже, от чего пострадало несколько человек.

### Пожары

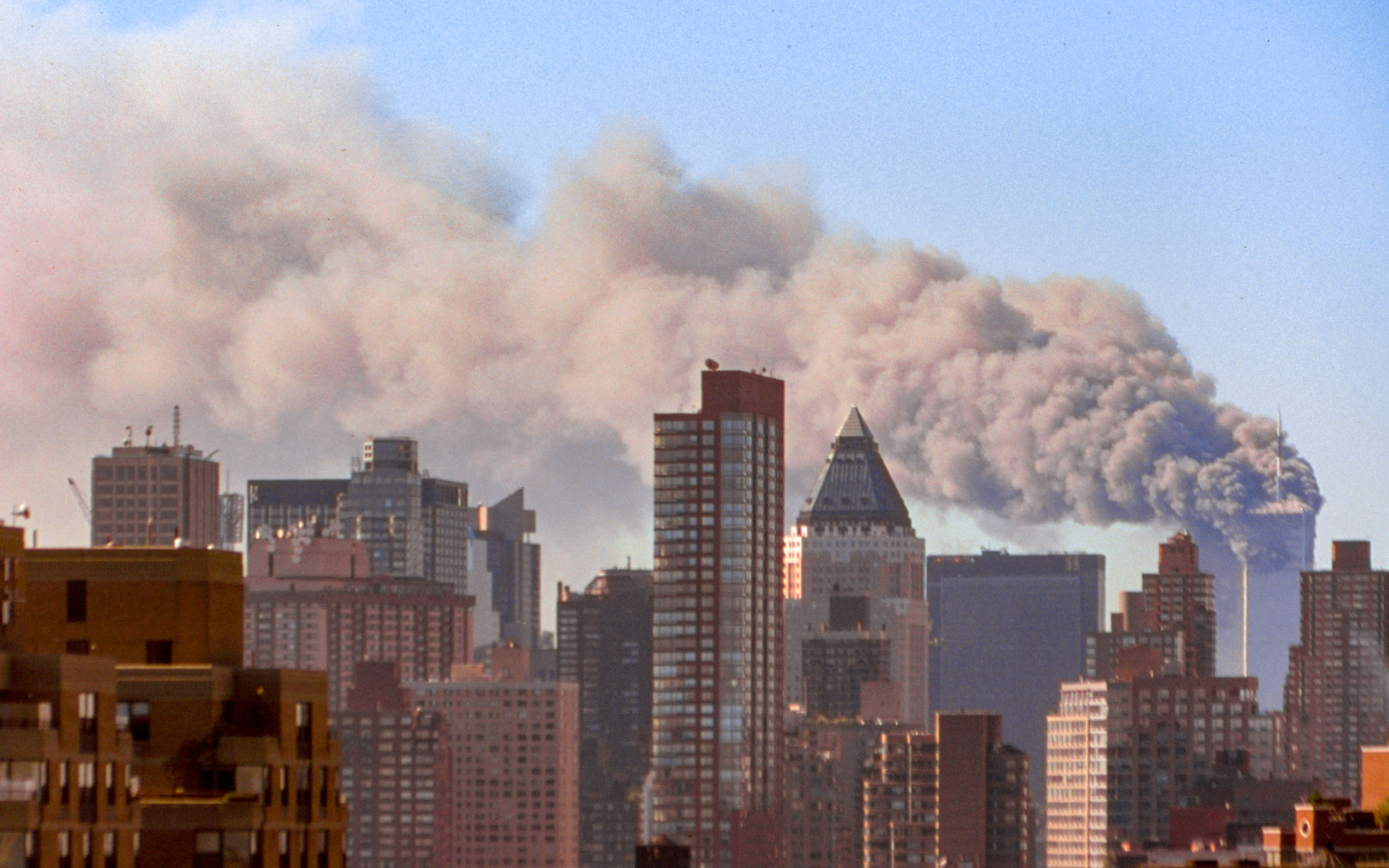
Северная башня ВТЦ через несколько минут после тарана

Пожар в Северной башне через несколько минут после столкновения

Пожар в Южной башне ВТЦ

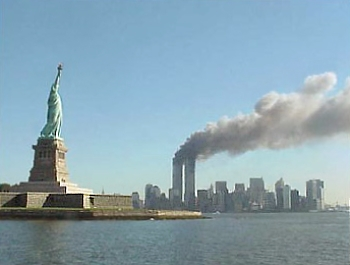
Вид на охваченный пожаром Всемирный торговый центр (на переднем плане Статуя Свободы)

Лёгкая конструкция башен и отсутствие сплошных стен и перекрытий привели к тому, что авиационное топливо распространилось в достаточно большом объёме зданий, приведя к многочисленным возгораниям на нескольких этажах, близких к зонам попадания самолётов. Хотя авиационное топливо выгорело в течение нескольких минут, горючие материалы в самих зданиях поддерживали интенсивные пожары ещё в течение часа или полутора. Возможно, что если бы на пути самолётов оказались более традиционные конструкции, то пожары не были бы настолько централизованными и интенсивными — обломки самолётов и авиационное топливо могли остаться преимущественно в периферийной области здания, а не проникнуть непосредственно к его центральной части. В этом случае, башни, возможно, устояли бы, или во всяком случае, простояли бы существенно дольше. 

### Развитие ситуации
Звонки попавших в ловушку на верхних этажах башен людей в службу 9-1-1 дают некоторое представление о дальнейшем развитии ситуации. В 9:37 в службу позвонил человек, находящийся на 105 этаже южной башни, и сообщил, что этажи под ним «в районе 90-х этажей» обрушились. Об ухудшении ситуации также сообщали с вертолётов пожарного департамента, находившихся в воздухе в районе горящих башен.
Развитие ситуации с Южной башней ВТЦ:
- 9:52 — вертолёт пожарного департамента сообщает по радио, что «большие куски здания могут упасть с верхних этажей Южной башни. Мы наблюдаем большие части здания, находящиеся в подвешенном состоянии».
- 9:59 — с вертолёта сообщают, что Южная башня падает.

Также с вертолётов сообщали о развитии ситуации с Северной башней ВТЦ:
- 10:20 — вертолёт пожарного департамента сообщает, что верхние этажи северной башни могут быть неустойчивы.
- 10:21 — сообщается, что покосился юго-восточный угол башни, и что башня начинает клониться в южную сторону.
- 10:27 — сообщается, что крыша Северной башни может обрушиться в любую минуту.
- 10:28 — с вертолёта сообщают, что Северная башня обрушилась.

Перегрузка диспетчеров и плохая работа коммуникаций привели к тому, что пожарный и полицейский департаменты Нью-Йорка испытывали большие проблемы с обеспечением своевременного взаимодействия, как со своими подразделениями, так и друг с другом. В результате пожарные команды, находившиеся в башнях, не получили приказа об эвакуации и при обрушении зданий погибло 343 пожарных.

### Обрушение башен и его процесс

Диаграмма, показывающая падение обломков рейсов 011 и 175 после таранов

Момент обрушения Южной башни. Верхняя часть падает под углом к остальной башне.

Вид с северо-востока на разрушающуюся Южную башню

Момент обрушения Северной башни

Через 56 минут после удара в 9:59 обрушилась Южная башня; в 10:28 обрушилась и Северная башня, через 102 минуты после удара. Обрушившиеся башни создали огромное облако пыли, которое покрыло значительную часть Манхэттена. В обоих случаях произошёл похожий процесс, верхняя повреждённая часть здания обрушилась на нижние этажи. Обе башни упали практически вертикально, хотя наблюдалось значительное отклонение от вертикали верхней части Южной башни. Наблюдалось также, что из окон зданий ниже быстро продвигающейся зоны обрушения вылетали обломки и пыль.
Расследование NIST показало, что по причине того, что самолёты попали в башни неодинаковым образом, процесс разрушения Северной и Южной башни также несколько отличался, хотя в целом был похожим. После попадания самолётов были серьёзно повреждены внутренние силовые колонны центрального ядра, хотя внешние колонны пострадали относительно слабо. Это вызвало серьёзное перераспределение нагрузки между ними. Значительную роль в этом перераспределении сыграла верхняя силовая структура башен, вес которой теперь приходился преимущественно не на внутренние, а на периферийные колонны.
Попавшие в здания самолёты ободрали огнеупорное покрытие со значительной части стальных конструкций, что привело к тому, что они оказались под непосредственным воздействием огня. За 102 минуты, предшествовавшие падению Северной башни, температура пожара, хотя и была значительно ниже точки плавления металла, достигла достаточной величины, чтобы вызвать ослабление силовых колонн в центре здания, которые стали деформироваться и изгибаться под весом верхних этажей. Отчёт NIST описывает эту ситуацию так:

Можно представить центральный силовой каркас Северной башни в виде трёх секций. Нижняя секция (ниже зоны разрушений) представляла собой жёсткую устойчивую неповреждённую структуру, имеющую температуру, близкую к нормальной. Верхняя секция, выше зоны разрушений, также представляла собой жёсткую коробку, имеющую к тому же, большой вес. Средняя секция, находящаяся между ними, была повреждена ударом и взрывом самолёта, а также была ослаблена пожаром. Верхняя часть силового каркаса стремилась провалиться ниже, но её удерживала верхняя ферменная конструкция, опирающаяся на периферийные колонны. В результате эта конструкция создала большую нагрузку на периметр здания.
Оригинальный текст (англ.)At this point, the core of WTC 1 could be imagined to be in three sections. There was a bottom section below the impact floors that could be thought of as a strong, rigid box, structurally undamaged and at almost normal temperature. There was a top section above the impact and fire floors that was also a heavy, rigid box. In the middle was the third section, partially damaged by the aircraft and weakened by heat from the fires. The core of the top section tried to move downward, but was held up by the hat truss. The hat truss, in turn redistributed the load to the perimeter columns.
— Отчёт NIST, стр. 29
Похожая ситуация была и в Южной башне (были серьёзно повреждены внутренние силовые колонны, внешние пострадали относительно слабо). Периферийные колонны и структуры пола обеих башен были ослаблены огнём, что вызвало оседание пола на повреждённых этажах и создание значительной нагрузки на периферийные колонны, направленной внутрь здания.
В 9:59, через 56 минут после удара, оседающий пол вызвал серьёзное изгибание внутрь внешних колонн на восточной стороне Южной башни, верхняя силовая структура передала это изгибающее усилие на центральные колонны, что вызвало их разрушение и начало коллапса здания, верхняя часть башни при этом отклонилась в сторону повреждённой стены (нет объяснения, почему та часть Южной башни, которая накренилась на восток и начала свободное падение, не была найдена на земле целой). В 10:28 покоробилась южная стена Северной башни, что вызвало приблизительно такую же последовательность событий. В результате последовавшего коллапса верхних этажей полное разрушение башен стало неизбежным, из-за огромного веса той части зданий, которые находились выше зоны повреждений.
Причиной того, что Северная башня простояла дольше Южной, стало сочетание следующих трёх факторов: зона попадания самолёта в северную башню была выше (и вес верхней части здания, соответственно, меньше), скорость попавшего в башню самолёта была ниже, кроме того, самолёт попал на этажи, противопожарная защита которых была ранее частично улучшена.

### Теория полного прогрессирующего коллапса

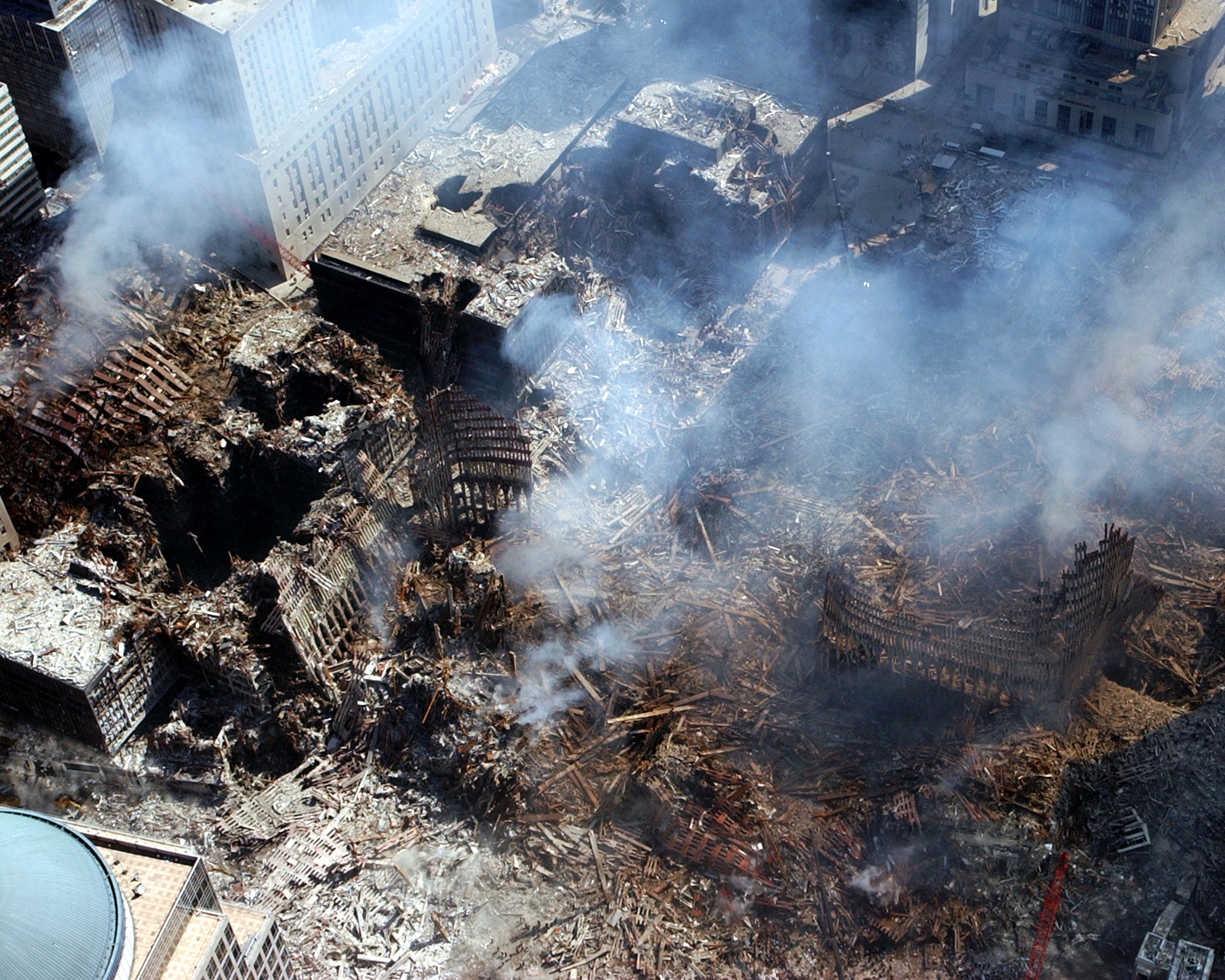
Руины Южной башни (справа) и Северной башни (слева), а также других зданий Всемирного торгового центра

Огромное облако пыли закрыло разрушающиеся башни, что сделало невозможным установить точную продолжительность разрушения на основе визуальных свидетельств.
Поскольку отчёт NIST касается в основном механизмов первоначального обрушения, он не затрагивает вопрос последующего за ним полного коллапса обеих башен ВТЦ. Первоначальные анализы объясняли коллапс тем, что кинетическая энергия падающих верхних этажей была намного больше того, что могли выдержать межэтажные перекрытия, которые также разрушались, добавляя падающему зданию кинетической энергии. Этот сценарий развития событий повторялся со всё увеличивающейся скоростью до тех пор, пока башни не разрушились полностью. Несмотря на то, что это наиболее широко распространённая среди строительных инженеров точка зрения, она критиковалась за то, что в ней не учитывается сопротивление низлежащих структур, которое должно было замедлить коллапс башен, или даже остановить его.

## Обрушение здания 7 WTC

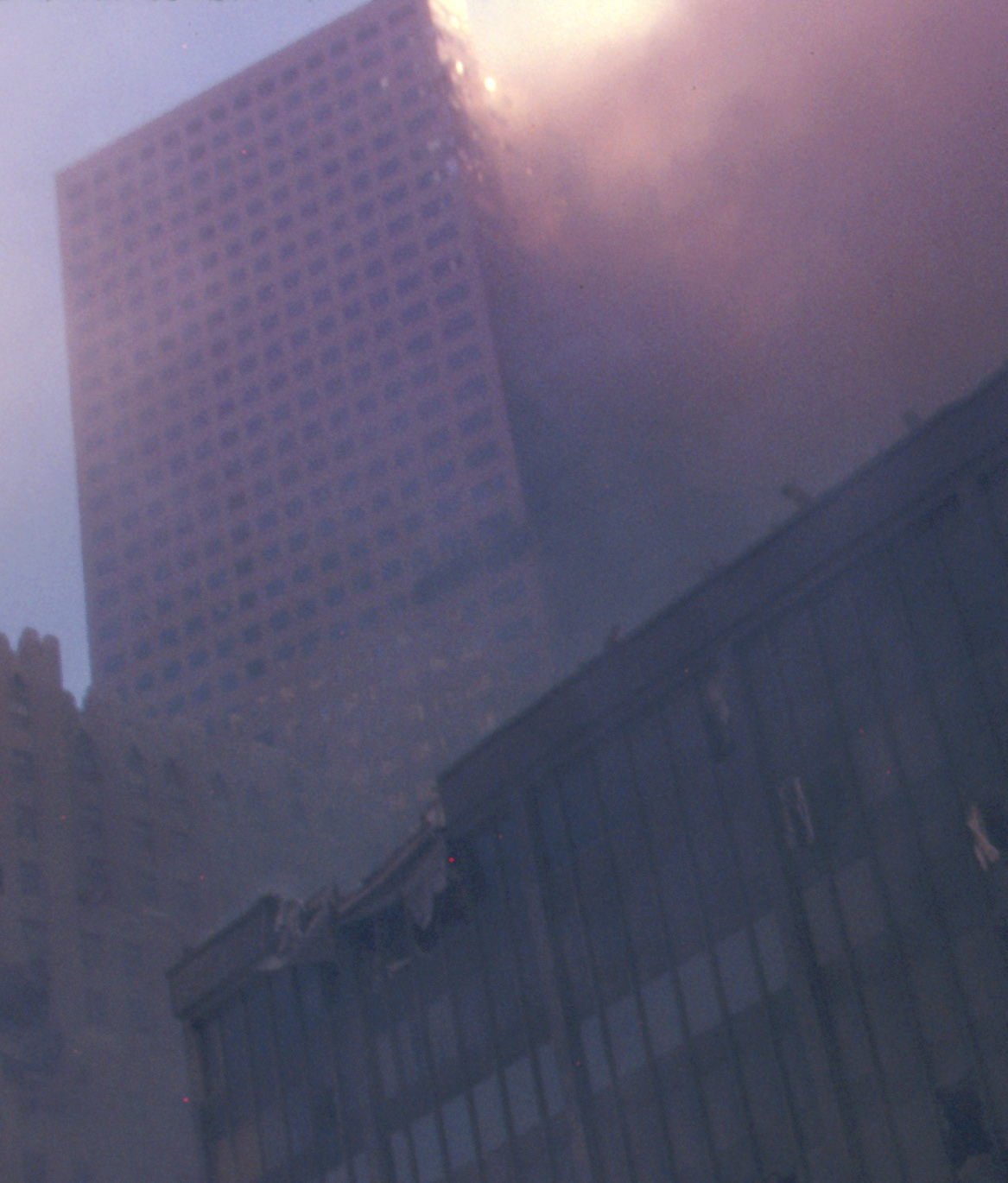
Пожары в здании 7 WTC 11 сентября после обрушения главных башен

Момент обрушения ВТЦ 7

Комплекс ВТЦ состоял из семи зданий, три из которых полностью обрушились в тот же день, когда произошли террористические атаки. В 17:20 обрушилось 47-этажное здание 7 WTC, располагавшееся через улицу от главных башен, оно стало третьим полностью разрушенным зданием ВТЦ. В отличие от двух Башен-близнецов, обрушение 7 WTC было предсказано за несколько часов, и все люди из здания были эвакуированы. Для наблюдения за горящим и разрушающимся зданием использовались геодезические приборы. Первоначальное исследование FEMA получилось неубедительным, и обрушение 7 WTC не вошло в окончательный отчёт NIST, опубликованный в сентябре 2005 года. За исключением письма, опубликованного Металлургическим Журналом, в котором предполагалось, что стальной каркас здания мог расплавиться от пожара, никаких других исследований данного вопроса в научных журналах опубликовано не было. Падение 7 WTC расследовалось отдельно от падения 1 WTC и 2 WTC, и в июне 2004 года NIST выпустил рабочий отчёт, в котором содержалось несколько гипотез произошедшего. Одной из гипотез стало разрушение одной из критически важных опорных колонн здания, вызванное пожаром или попаданием крупных обломков падающих башен, что привело к «диспропорциональному коллапсу всей структуры».

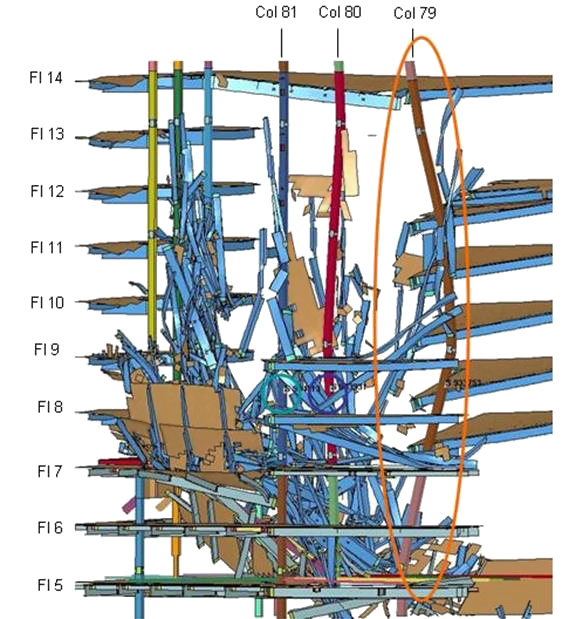
Диаграмма NIST, показывающая изгиб колонны 79 (обведено оранжевым), в результате которого началось прогрессирующее разрушение здания WTC7.

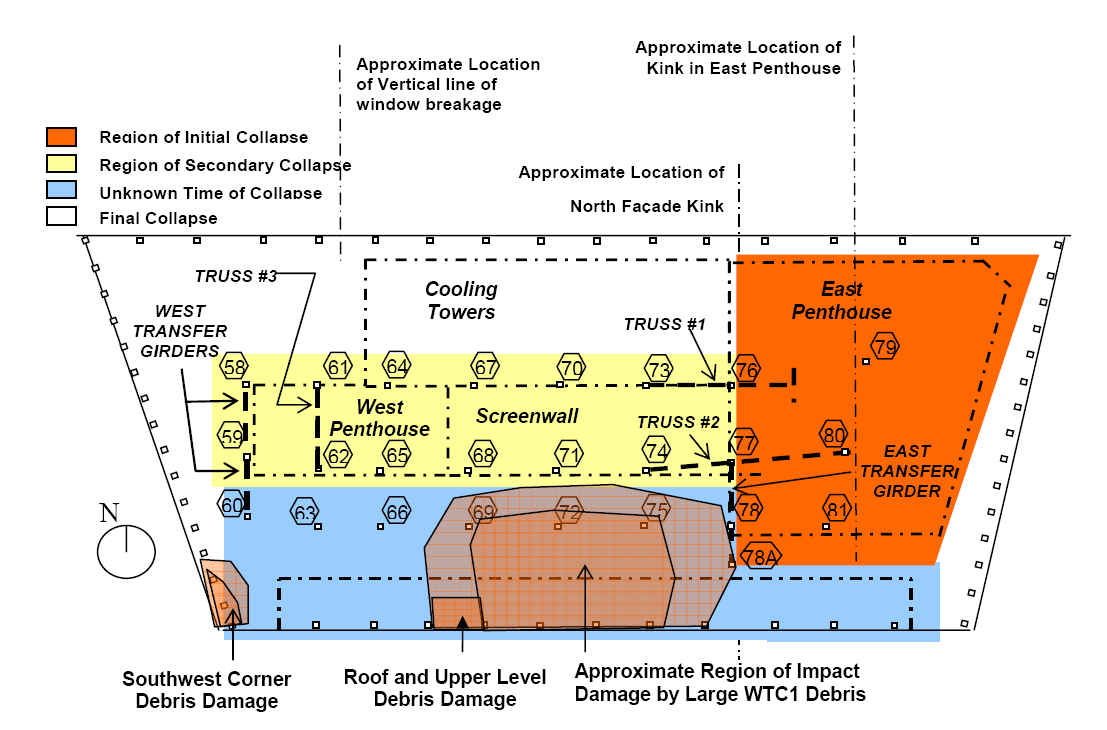
Порядок разрушения 7 WTC на схеме из предварительного отчёта NIST 2004 года. Колонна 79 отмечена кругом в центре красной зоны.

20 ноября 2008 года NIST опубликовал окончательный отчёт по падению 7 WTC. В отчёте NIST основной причиной разрушения назывался пожар вместе с отсутствием воды для борьбы с огнём у пожарных и в системе автоматического пожаротушения. NIST восстанавливает последовательность событий следующим образом: в 10:28 обломки от падающего 1 WTC вызвали повреждения в рядом стоящем 7 WTC. Также возникли возгорания, вероятно, от горящих обломков из 1 WTC. К 7 WTC сразу приехали пожарные, но в 11:30 обнаружили, что в пожарных гидрантах нет воды для борьбы с огнём — вода поступала из городской системы водоснабжения, разрушенной в результате падений башен 1 WTC и 2 WTC. Пожарный департамент Нью-Йорка, опасаясь за жизнь пожарных в случае разрушения 7 WTC, в 14:30 отозвал пожарных и прекратил борьбу за сохранение здания. Огонь наблюдался на 10 этажах от 7-го до 30-го, а на этажах 7—9 и 11—13 пожар вышел из под контроля. Тепловое расширение нагревшихся до приблизительно 400 °C балок вокруг колонны 79 в восточной части здания в районе 13-14 этажа привело к провалу ослабленных пожаром перекрытий, смежных с колонной 79, с 13-го до 5-го этажа. Разрушение перекрытий лишило колонну 79 горизонтальной поддержки, и она начала изгибаться, что стало непосредственной причиной полного разрушения здания через несколько секунд. Изгиб колонны 79 привёл к переносу нагрузки на колонны 80 и 81, которые также начали изгибаться, в результате чего были разрушены все связанные с этими колоннами перекрытия до верха здания. Падающие перекрытия разрушили ферму 2, что привело к падению колонн 77, 78 и 76. В результате увеличения нагрузки, перешедшей с согнувшихся колонн, падения сверху обломков перекрытий и отсутствию горизонтальной поддержки со стороны разрушенных перекрытий все внутренние колонны с востока на запад стали последовательно изгибаться. Вслед за этим в районе этажей 7—14 начали изгибаться и внешние колонны, на которые перешла нагрузка с опустившихся внутренних колонн и центра, и все этажи выше согнутых колонн начали опускаться вниз как единое целое, что завершило окончательное разрушение здания в 17:20.
Некоторые авторы критиковали решение городских властей о размещении на 23-м этаже 7 WTC штаб-квартиры Офиса чрезвычайных ситуаций (англ. Office of Emergency Management). Предполагалось, что это могло стать существенным фактором в разрушении здания. Особенно отмечалось размещение в здании больших резервуаров с дизельным топливом, которые должны были служить для питания аварийных электрогенераторов. NIST пришёл к выводу, что дизельное топливо не сыграло роли в разрушении здания, но быстрая эвакуация Офиса чрезвычайных ситуаций стала одной из причин плохого взаимодействия различных служб и потери контроля над ситуацией. Основной причиной разрушения здания стал пожар, повреждения от обломков падающего 1 WTC ускорило падение здания, но расчёты NIST показали, что 7 WTC разрушилось бы и от одного только неконтролируемого пожара.

### Официальное расследование причин
В мае 2002 года Федеральное агентство по управлению в чрезвычайных ситуациях (FEMA) выпустило первый отчет об обрушении здания, основанный на предварительном расследовании, осуществленном совместно с American Society of Civil Engineers (ASCE) под руководством W. Gene Corley P.E. В расследовании также принимали участие специалисты из American Institute of Steel Construction, American Concrete Institute, National Fire Protection Association, и Society of Fire Protection Engineers. Согласно предварительным выводам FEMA, обрушение здания не было вызвано непосредственно повреждениями обломками рухнувших башен, а было следствием продолжительных пожаров на нескольких этажах, начавшихся в результате падения обломков и продолжавшихся фактически бесконтрольно ввиду недостаточной функциональности или отказа системы пожаротушения и водоснабжения. Отчет не представлял никаких окончательных заключений о причинах обрушениях, и отметил необходимость дальнейшего и более детального расследования.
Более детальное расследование причин и последовательности обрушения здания ВТЦ 7 было проведено Национальным Институтом стандартов и технологий США (NIST) после окончания расследования причин и механизма обрушения башен ВТЦ 1 и 2. В августе 2008 года для изучения специалистами и другими желающими был опубликован черновой вариант отчета, на который было получено существенное количество комментариев как от крупных строительных компаний, так и частных инженеров и просто интересующихся людей. Окончательный вариант отчёта, составленный с учётом некоторых комментариев, был опубликован в ноябре 2008 года в виде трех изданий, как и черновой вариант — суммирующий отчёт NIST NCSTAR 1A, и два дополнения NIST NCSTAR 1-9 (в двух томах) и NIST NCSTAR 1-9A, представляющих детальную документацию о проведённых исследованиях, экспериментах и расчётах, на основании которых и был составлен финальный суммирующий отчёт.
Отчет NIST описывает как пожары, последовавшие после падения обломков северной башни (ВТЦ 1), привели к обрушению здания; анализирует процесс эвакуации здания и осуществления ответных мер на чрезвычайную ситуацию; какие методики и инструкции использовались при проектировании, строительстве, использовании и техническом обслуживании здания; ряд современных строительных и противопожарных норм и правил, стандартов и инструкций, которые требуют пересмотра. Также отчет кратко излагает, как расследование NIST пришло к своим выводам. В ходе расследования NIST, помимо собственных специалистов, прибег к помощи сторонних независимых экспертов; собрал в обилии документы, фотографии, и видео катастрофы; провел личные интервью с арендаторами помещений и работниками служб неотложной помощи; проанализировал процесс эвакуации и оказания экстренных мер в и около здания ВТЦ 7; выполнил компьютерную симуляцию процессов внутри здания; и объединил полученные данные для выяснения возможной последовательности обрушения.

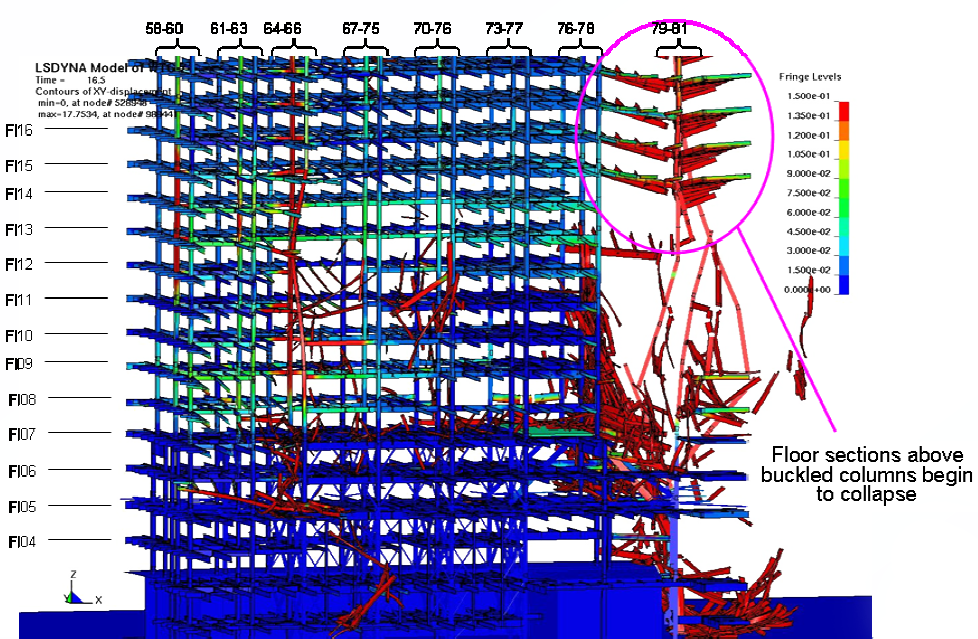
Модель коллапса WTC7 (NIST)

Согласно заключению NIST, причиной разрушения здания назван прогиб колонны 79, которая не имела боковой поддержки на протяжении девяти этажей после того, как в результате многочасового пожара рухнули примыкающие к колонне межэтажные перекрытия. Прогиб колонны 79 вызвал вертикальное распространение разрушений вплоть до восточного пентхауса, и прогиб соседних колонн 80 и 81. После этого разрушение конструкции распространялось горизонтально, с востока на запад, и характеризовалось последовательным прогибом внутренних колонн, теряющих поддержку в результате обрушения межэтажных перекрытий и перераспределения нагрузки вследствие обрушения соседних колонн. С разрушением внутренних колонн внешние колонны начали испытывать дополнительную нагрузку, и в конце концов не выдержали напряжения и весь фасад здания рухнул вниз единым элементом, на тот момент практически не имея ни одной целой колонны внутри.
К такому выводу специалисты NIST смогли прийти благодаря проведению серии компьютерных вычислений и симуляции, используя программы Fire Dynamics Simulation, ANSYS и LS-DYNA, которые позволили воспроизвести вероятный ход распространения пожара в здании и вероятную последовательность его обрушения. Компьютерная модель воспроизвела многие задокументированные характеристики обрушения, такие как первичное обрушение пентхауса, прогиб внешних колонн и обрушение вниз единым элементом. NIST также установил, что структурные повреждения здания в результате падения обломков ВТЦ 1 не сыграли критической роли в судьбе здания, которое было склонно к обрушению при наблюдавшихся пожарах даже в изначально неповрежденном виде. Из соображений безопасности доступ к исходному коду компьютерной модели предоставлен не был. Поскольку обрушение ВТЦ 7 стало первым в истории случаем полного обрушения высотного здания со стальным каркасом в результате пожара, в докладе был представлен обширный список рекомендаций по проверке существующих и проектируемых зданий и изменению существующих норм и правил строительства для предотвращения подобного в будущем.

### Альтернативные теории

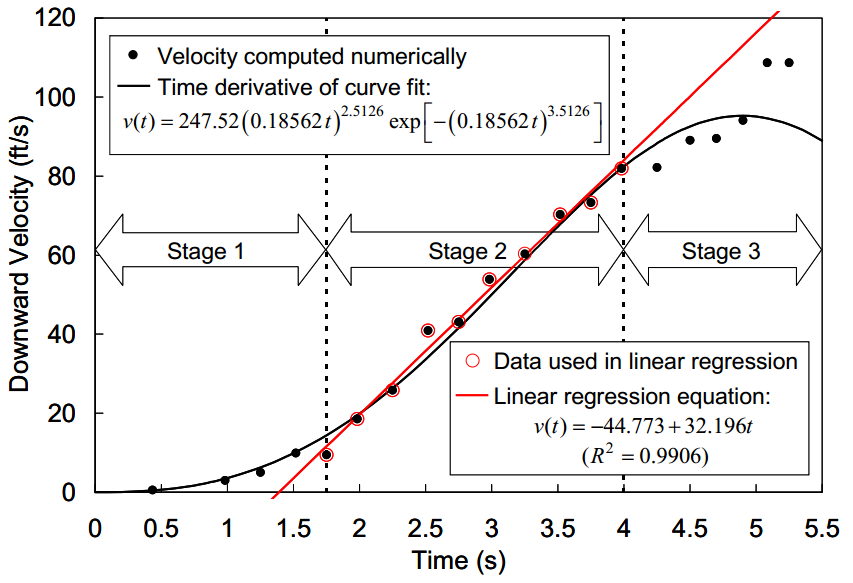
Свободное падение (NIST)

Результаты официального расследования подверглись критике со стороны некоторых слоев общественности. Так, например, члены и сторонники ассоциации Architects & Engineers for 9/11 Truth считают расследование неполноценным. В частности, по их мнению, в отчете не объяснена вторая задокументированная фаза обрушения здания продолжительностью 2,3 секунды, в которой здание находится в состоянии свободного и симметричного падения вдоль 8 этажей. Они утверждают, что такое поведение, свободное падение и симметричность обрушения, указывают на контролируемое разрушение здания, когда все колонны одномоментно разрушаются взрывчатыми веществами умышленно. Более 1700 архитекторов и инженеров поддержали это мнение, подписав петицию в конгресс США, в которой требуют нового независимого расследования со всесторонним рассмотрением возможного применения взрывчатых веществ. NIST рассматривал несколько возможных сценариев применения взрывчатых веществ. В частности был рассмотрен сценарий подрыва колоны 79 с помощью RDX (гексогена). Но за отсутствием задокументированных звуков взрыва, совершенно иным характером разрушения окон и невозможностью незаметной установки необходимого количества взрывчатки этот сценарий был полностью отвергнут. Насчёт фазы свободного падения в отчёте NIST указанно, что она обусловлена прогибом колонн фасада между 7 и 14 этажами вследствие перераспределения на них нагрузки с разрушившихся внутренних колонн. «Прогнувшиеся колонны оказывают пренебрежимо малое сопротивление, и все конструкции сверху идут как целое вниз», сказано в отчёте.

## Ход расследований

### Первая реакция
Разрушение башен ВТЦ оказалось неожиданностью для строительных инженеров. «До 11 сентября, — писал журнал New Civil Engineer, — мы совершенно искренне не могли предположить, что строение такого масштаба может постигнуть подобная судьба». Несмотря на то, что повреждения от ударов самолётов были весьма серьёзны, они затронули всего несколько этажей каждого здания. Для инженеров стало вызовом выяснить, каким образом подобные локальные повреждения стали причиной полного прогрессирующего коллапса трёх, одних из самых больших в мире, зданий.
В интервью каналу BBC, данном в октябре 2001 года, английский архитектор Боб Халворсон вполне удачно предсказал, что последуют многочисленные «дебаты о том, мог ли Всемирный торговый центр обрушиться таким образом, как он это сделал.» В полный анализ должны войти архитектурные и конструкторские планы ВТЦ, показания свидетелей, видеозаписи разрушения, данные исследования обломков, и так далее. Подчёркивая сложность этой задачи, Халворсон сказал, что разрушение башен ВТЦ находится «далеко за гранью обычного опыта».

### Авторитетность исследований

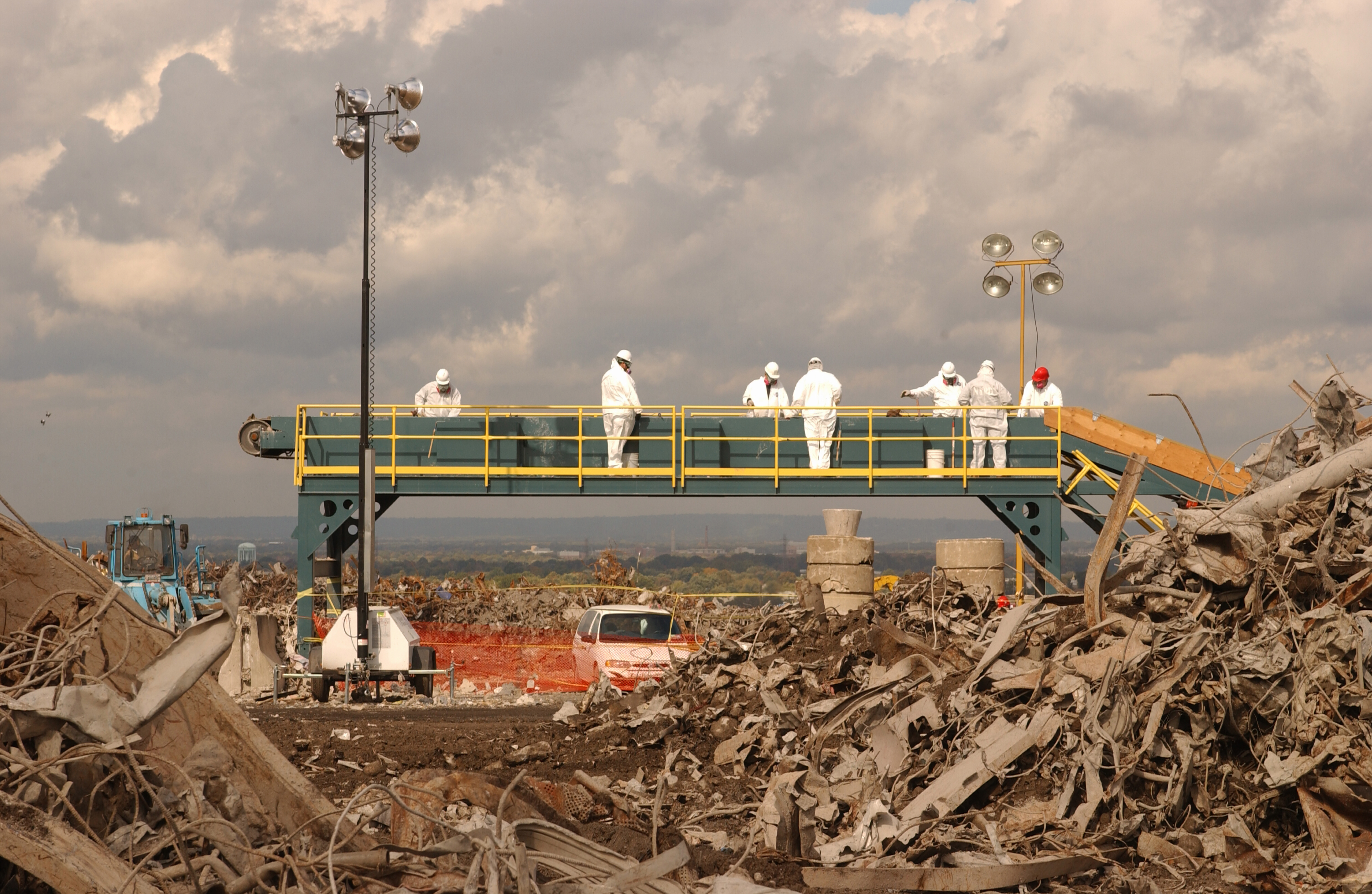
Анализ обломков зданий, вывезенных на свалку Фрешкиллс на Статен-Айленде

Сразу после катастрофы возникла ситуация неопределённости в том, кто имеет достаточный авторитет для проведения официального расследования. В противоположность той практике, которая существует при расследовании авиакатастроф, ясных процедур расследования обрушения зданий просто не существовало.
Через небольшое время после катастрофы на базе Института строительных инженеров (англ. Structural Engineers Institute (SEI)), Американского общества гражданских инженеров (англ. American Society of Civil Engineers ASCE), была создана рабочая группа, куда также были привлечены специалисты Американского института стальных конструкций (англ. American Institute of Steel Construction), Американского института бетона (англ. American Concrete Institute), Национальной Ассоциации Противопожарной Защиты и Сообщества инженеров противопожарной защиты (англ. Society of Fire Protection Engineers). ASCE также пригласило присоединиться к работе этой группы Федеральное агентство по управлению в чрезвычайных ситуациях (FEMA), которая позже получила совместное управление ASCE-FEMA. Это расследование впоследствии критиковалось американскими инженерами и юристами, тем не менее авторитет вышеупомянутых организаций был достаточен для ведения расследования и для обеспечения доступа на место катастрофы для экспертов группы. Одним из наиболее острых моментов расследования стало то, что расчистка места катастрофы фактически привела к уничтожению оставшихся компонентов зданий. Действительно, когда NIST опубликовал свой финальный отчёт, в нём была отмечена «нехватка физических свидетельств», которая стала одной из основных проблем расследования. Только доли процента останков здания остались доступными для расследования после окончания работ по расчистке, всего удалось собрать 236 отдельных стальных фрагментов.
FEMA опубликовало свой отчёт в мае 2002 года. Несмотря на то, что NIST уже декларировал свою вовлечённость в расследование в августе того же года, в октябре 2002 года под нарастающим давлением общественности, требовавшей проведения более детального расследования, Конгресс принял билль о создании новой группы под управлением NIST, которая опубликовала свой отчёт в сентябре 2005 года.

### Теория FEMA «стопка блинов»
В своих ранних расследованиях FEMA разработало теорию, объясняющую коллапс башен ВТЦ, названную «теорией стопки блинов» (англ. pancake theory). Эта теория защищалась Томасом Ига и широко освещалась телекомпанией PBS. Согласно этой теории произошло разрушение соединения между поддерживающими пол фермами и колоннами здания, в результате чего пол провалился этажом ниже, создав для его конструкции нагрузки, на которые тот не был рассчитан. Некоторые отдельные публикации предлагали другие наборы факторов, вызвавших коллапс башен, но в целом большинство приняло эту теорию.
Основным ключевым фактором в данной теории оставались пожары. Томас Ига, профессор материаловедения MIT, описывал пожары как «наиболее непонятную часть коллапса башен ВТЦ». Несмотря на то, что первоначально считалось, что пожары «расплавили» стальные конструкции, Ига заявил, что «температура пожаров в башнях ВТЦ была необычно большой, но всё же определённо недостаточной для того, чтобы вызвать расплавление или серьёзное размягчение стали». Возгорание авиационного керосина, как правило, приводит к обширным пожарам, но эти пожары не имеют очень высокой температуры. Это привело Ига, FEMA и других исследователей к мнению, что существовала слабая точка, и этой точкой были названы крепления пола к несущим конструкциям здания. Из-за пожара эти крепления ослабли и, когда они разрушились под весом пола, начался коллапс. С другой стороны, отчёт NIST полностью и недвусмысленно заявляет о том, что эти крепления не были разрушены. Мало того, именно их прочность и явилась одной из основных причин обрушения, поскольку через них на периферийные колонны было передано усилие, согнувшее колонны внутрь.
При температурах выше 400—500 °C происходит резкое снижение предела прочности и предела текучести (в 3-4 раза), при 600 °C они близки к нулю и несущая способность стали исчерпывается.

### Отчёт NIST

#### Организация исследования

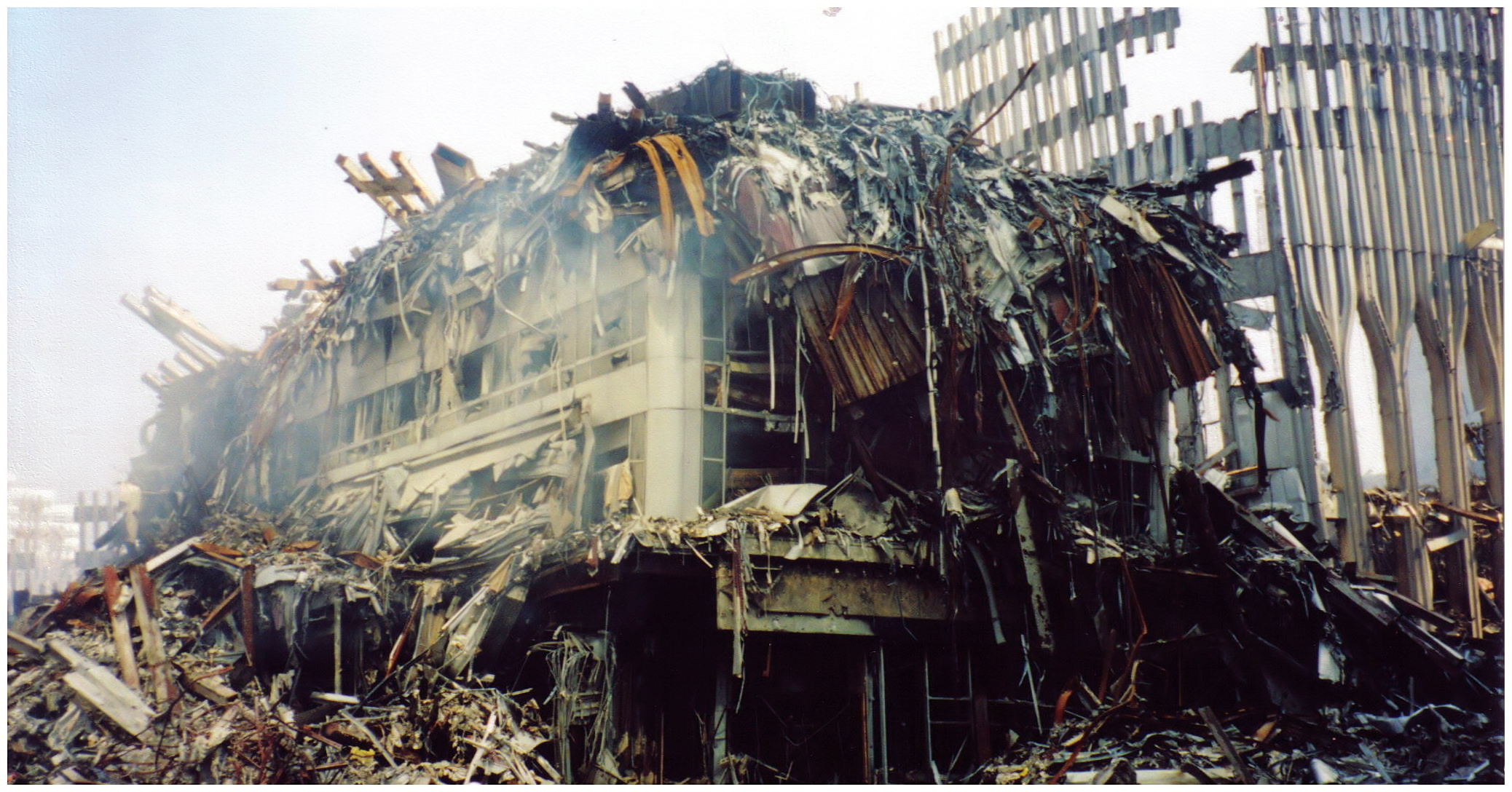
Часть внешней стены Южной башни ВТЦ продолжает стоять после катастрофы. На переднем плане разрушенный в результате падения башен 22-этажный отель Mariott.

В результате нарастающего давления со стороны экспертов, лидеров строительной индустрии и членов семей погибших, возникшего после опубликования отчёта FEMA, Национальный Институт Стандартов и Технологии (NIST) Департамента Коммерции провёл трёхлетнее расследование причин разрушения и коллапса башен ВТЦ, стоившее 24 миллиона долларов. Исследование включало в себя серию экспериментов, кроме того, в него были вовлечены ведущие специалисты многих сторонних организаций:
- Structural Engineering Institute of the American Society of Civil Engineers (SEI/ASCE)
- Society of Fire Protection Engineers (SFPE)
- National Fire Protection Association (NFPA)
- American Institute of Steel Construction (AISC)
- Council on Tall Buildings and Urban Habitat (CTBUH)
- Structural Engineers Association of New York (SEANY)

#### Область исследования и её ограничения
Область исследования NIST была ограничена изучением вопроса о «последовательности событий от момента попадания самолёта до начала обрушения каждой башни», а также включала в себя «небольшой анализ структурного поведения конструкции башни после того, как были достигнуты условия её разрушения, и коллапс стал неизбежен». Так же, как и многие другие инженеры, занимавшиеся этим вопросом, эксперты NIST сосредоточились на попаданиях самолётов в башни, моделируя эффекты попаданий, такие как разрушение конструкций, распространение огня и т. д. с очень высокой степенью подробности. NIST разработал несколько очень высокодетализированных моделей различных компонентов здания, таких как поддерживающие пол перемычки, кроме того, были смоделированы здания целиком, но уже с меньшим уровнем детализации. Эти модели были статическими, или квазистатическими, включали в себя моделирование деформаций, но не включали в себя моделирования движения структурных элементов после их рассоединения друг с другом. Таким образом, модели NIST полезны для выяснения причин начала коллапса башен, но не дают возможности смоделировать сам коллапс.

### Параллельные расследования
В 2003 году три инженера Университета Эдинбурга опубликовали доклад, в котором предполагалось, что одного только действия пожаров, даже без учёта разрушительного действия ударов самолётов, было достаточно для полного разрушения башен ВТЦ. По их мнению, конструкция башен делала их исключительно уязвимыми для обширных пожаров, охватывающих сразу несколько этажей. Когда вышел отчёт NIST, Барбара Лейн и английская инженерная компания Arup критиковали содержащееся в нём заключение, что разрушения, вызванные попаданием самолётов, стали необходимым фактором для начала разрушения зданий.
В сентябре 2019 года группа учёных Аляскинского университета в Фэрбенксе (под руководством Лероя Хасли) опубликовала предварительный доклад по причинам обрушения здания 7 WTC. Два основных вывода, сделанных исследователями, сводятся к тому, что 1) пожар не являлся причиной обрушения здания 7 WTC, вопреки результатам исследований NIST и других организаций, и 2) причиной обрушения указанного здания являлось почти одновременное разрушение всех несущих колонн здания, что в свою очередь делает одной из наиболее вероятных причин контролируемый подрыв.

### Критика
Джеймс Квинтере, профессор по противопожарной защите Университета Мэриленда, указывал, что отчёту NIST недостаёт чёткого изложения последовательности событий и физических свидетельств происшедшего.

## Другие здания

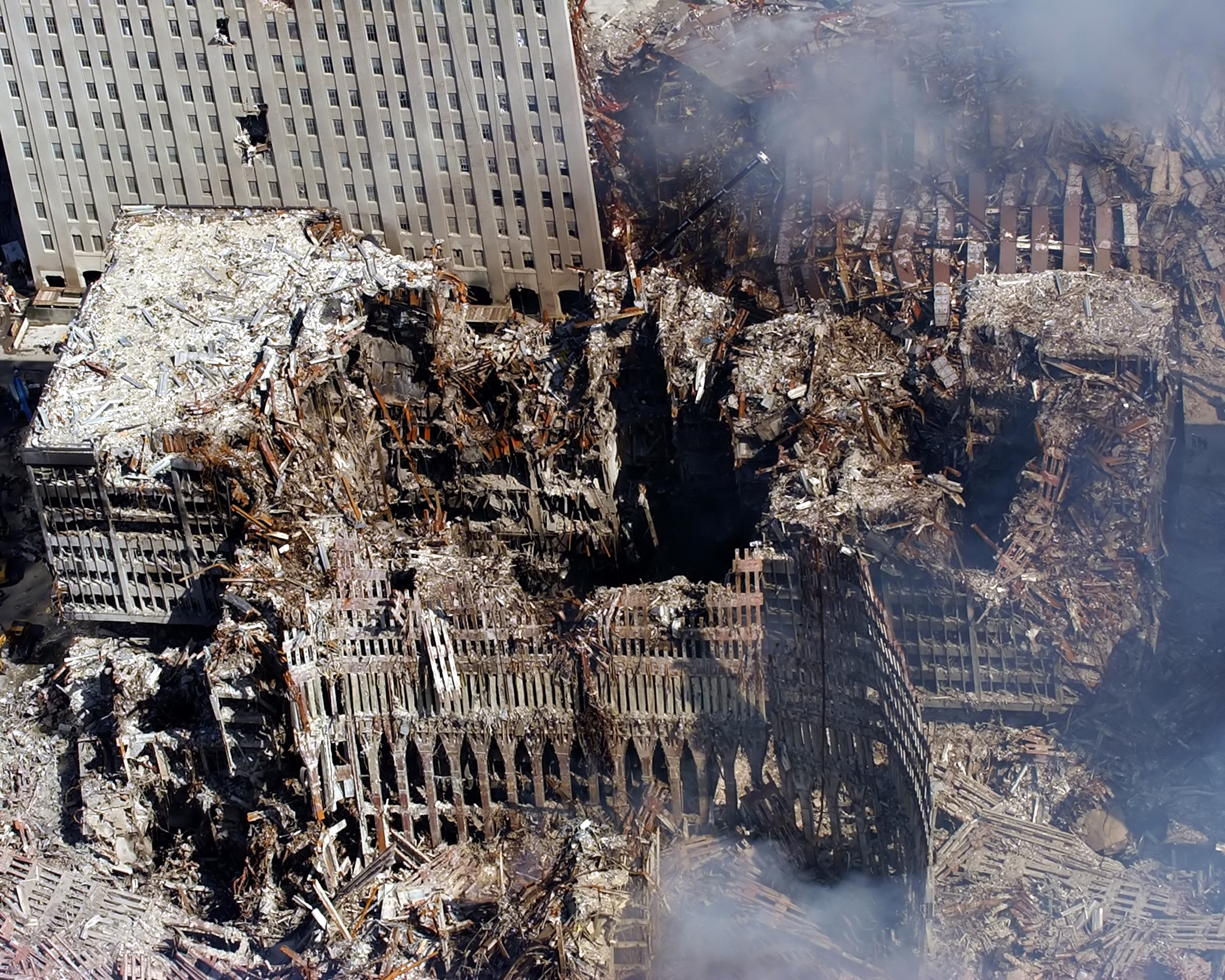
Части внешней стены Северной башни напротив останков здания 6 WTC, получившего очень серьёзные повреждения в результате падения Северной башни. В правом верхнем углу останки здания 7 WTC.

11 сентября 2001 года был разрушен весь комплекс зданий Всемирного торгового центра и маленькая православная греческая церковь Св. Николая, стоявшая на Либерти-стрит напротив Южной башни ВТЦ. Кроме того, в той или иной степени пострадали многие окружающие комплекс здания.

## Последствия

### Расчистка места катастрофы
Огромная гора обломков на месте ВТЦ продолжала гореть и тлеть ещё в течение трёх месяцев, попытки справиться с огнём не имели успеха до тех пор, пока не было вывезено значительное количество обломков и мусора. Расчистка стала весьма масштабной операцией, координацией которой занимался Строительный Департамент (DDC). Предварительный план расчистки был подготовлен ещё 22 сентября, компанией Controlled Demolition Inc. (CDI) из Феникса. Марк Лозо, президент CDI, особенно подчёркивал важность защиты глиняной стены (или «ванны»), которая предохраняла фундамент ВТЦ от затопления водами Гудзона. Расчистка велась круглосуточно, с привлечением большого количества подрядчиков, и обошлась в сотни миллионов долларов. В начале ноября, после того как была убрана примерно треть мусора, правительство города стало сокращать участие в расчистке полицейских и пожарных, занимавшихся поиском останков погибших, и перенесло приоритеты на вывоз мусора. Это вызвало возражения пожарных.
По состоянию на 2007 год продолжался снос некоторых окружающих ВТЦ зданий, на фоне строительства замены ВТЦ, мемориального комплекса и «Башни Свободы» (Freedom Tower).

### Воздействие на здоровье
В результате обрушения Всемирного торгового центра образовались огромные облака пыли, которые несколько дней окутывали Манхэттен. 18 сентября 2001 года Агентство по охране окружающей среды США заверило общественность в том, что воздух на Манхэттене «безопасен для дыхания». В 2003 году генеральный инспектор EPA обнаружил, что на тот момент у агентства не было достаточных данных для такого заявления. Пыль, образовавшаяся в результате обрушения, серьёзно ухудшила качество воздуха и, вероятно, стала причиной многих респираторных заболеваний в нижнем Манхэттене. Асбестоз — одно из таких заболеваний, и асбест мог присутствовать в пыли. У спасателей были выявлены значительные долгосрочные медицинские и психологические последствия, в том числе повышенный уровень астмы, синусита, гастроэзофагеальной рефлюксной болезни и посттравматического стрессового расстройства.
Последствия для здоровья также затронули жителей, студентов и офисных работников Нижнего Манхэттена и близлежащего Чайна-тауна. Несколько смертей были связаны с токсичной пылью, и имена жертв будут включены в мемориал Всемирного торгового центра. Более 18 000 человек пострадали от болезней, вызванных пылью.

## Версии контролируемого сноса
Существует версия, что башни ВТЦ могли быть разрушены в результате спланированного контролируемого сноса, а не в результате попадания самолётов. Эта теория была отвергнута NIST, который пришёл к заключению, что в процессе обрушения башен не было участия взрывчатых веществ. NIST заявил, что он не выполнял тесты для поиска остатков взрывоопасных веществ в любом роде в обломках ввиду того, что в этом не было необходимости:

12. Did the NIST investigation look for evidence of the WTC towers being brought down by controlled demolition? Was the steel tested for explosives or thermite residues? The combination of thermite and sulfur (called thermate) «slices through steel like a hot knife through butter.»
NIST did not test for the residue of these compounds in the steel.
The responses to questions number 2, 4, 5 and 11 demonstrate why NIST concluded that there were no explosives or controlled demolition involved in the collapses of the WTC towers.
— http://www.nist.gov/public_affairs/factsheet/wtc_faqs_082006.cfm
 В отчёте 2008 года NIST также проанализировал гипотезу взрыва в башне 7 WTC и пришёл к выводу, что взрыв не мог вызвать наблюдаемых последствий. В частности, наименьшее количество взрывчатки, которое смогло бы разрушить колонну 79, вызвало бы шум в 130—140 децибел на расстоянии 1 км от 7 WTC, но такой шум не был замечен ни звукозаписывающей аппаратурой, ни свидетелями. Данная теория стала заметной частью большинства всех «теорий заговора», возникших в результате событий 11 сентября.